# Maríai
Maríai (Maries) är en ort i Grekland.   Den ligger i prefekturen Nomós Zakýnthou och regionen Joniska öarna, i den sydvästra delen av landet, 270 km väster om huvudstaden Aten. Maríai ligger 468 meter över havet och antalet invånare är 296. Den ligger på ön Zakynthos.
Terrängen runt Maríai är huvudsakligen kuperad, men österut är den bergig. Havet är nära Maríai åt sydväst.Runt Maríai är det ganska glesbefolkat, med 48 invånare per kvadratkilometer. Närmaste större samhälle är Zákynthos, 19,6 km öster om Maríai. == Kommentarer ==
1. ↑  Framräknat ur höjduppgifter (DEM 3") från Viewfinder Panoramas.[2] Mer om algoritmen finns här: Användare:Lsjbot/Algoritmer.
2. ↑  Framräknat ur variansen i alla höjduppgifter (DEM 3") från Viewfinder Panoramas, inom 10 km radie.[2] Mer om algoritmen finns här: Användare:Lsjbot/Algoritmer.